# Jaworzyna (Małe Pieniny)
Jaworzyna (1001 m), 987 m – drugi co do wysokości szczyt w polskiej części Pienin.
Jaworzyna znajduje się na przebiegającej główną granią Małych Pienin polsko-słowackiej granicy pomiędzy Smerekową (1013 m) na wschodzie i Wisielakówką (981 m) na zachodzie.
Jaworzyna jest jednym z czterech tysięczników Pienin. Wierzchołek trzeciego, pobliskiej Smerekowej, leży po stronie słowackiej, ale najwyższy punkt na jej polskim stoku sięga tylko 1004 m. Czwartym tysięcznikiem jest znajdująca się między Jaworzyną a Smerekową niewybitna (deniwelacja 7 m) i nienazwana wyniosłość osiągająca 1000,75 m n.p.m.
Ze względu na całkowite zalesienie, szczyt ten jest z daleka widoczny jedynie jako niewybitne uwypuklenie zbocza Smerekowej, co jednak jest pozorne, gdyż wśród drzew ukryta jest wysoka na kilkanaście metrów wapienna skała. Na mapach turystycznych w mniejszych skalach Jaworzyna nie jest nanoszona.
Polskie stoki Jaworzyny znajdują się w miejscowości Jaworki w województwie małopolskim, w powiecie nowotarskim, w gminie miejsko-wiejskiej Szczawnica.

## Szlaki turystyki pieszej
– niebieski od Drogi Pienińskiej grzbietem Małych Pienin przez Szafranówkę, Łaźne Skały, Cyrhle, Wysoki Wierch, Durbaszkę, Wysoką, Wierchliczkę, Przełęcz Rozdziela do Gromadzkiej Przełęczy w Beskidzie Sądeckim. Szlak trawersuje Smerekową i Jaworzynę po północnej stronie w odległości kilkuset metrów od grani

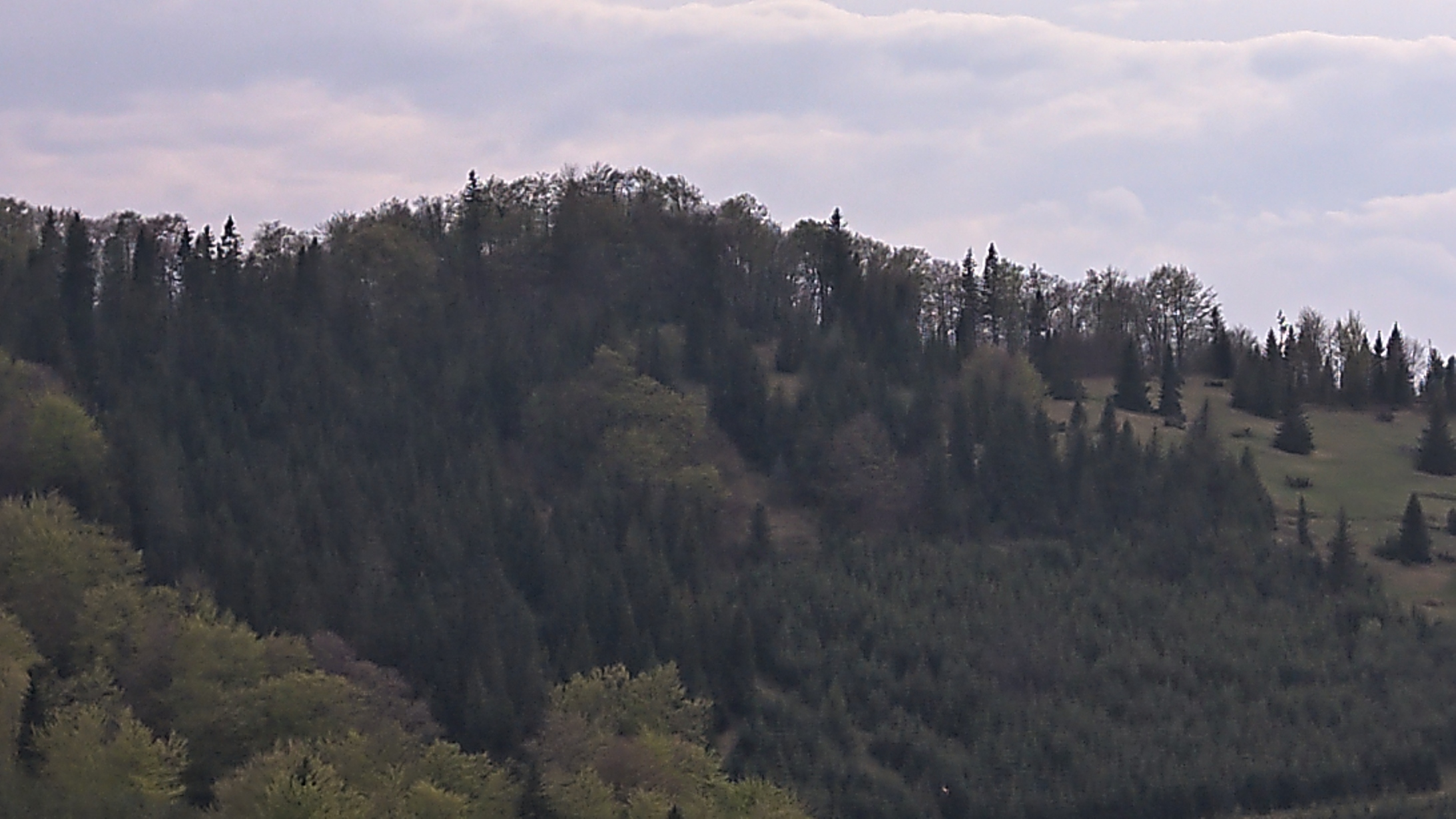
Jaworzyna
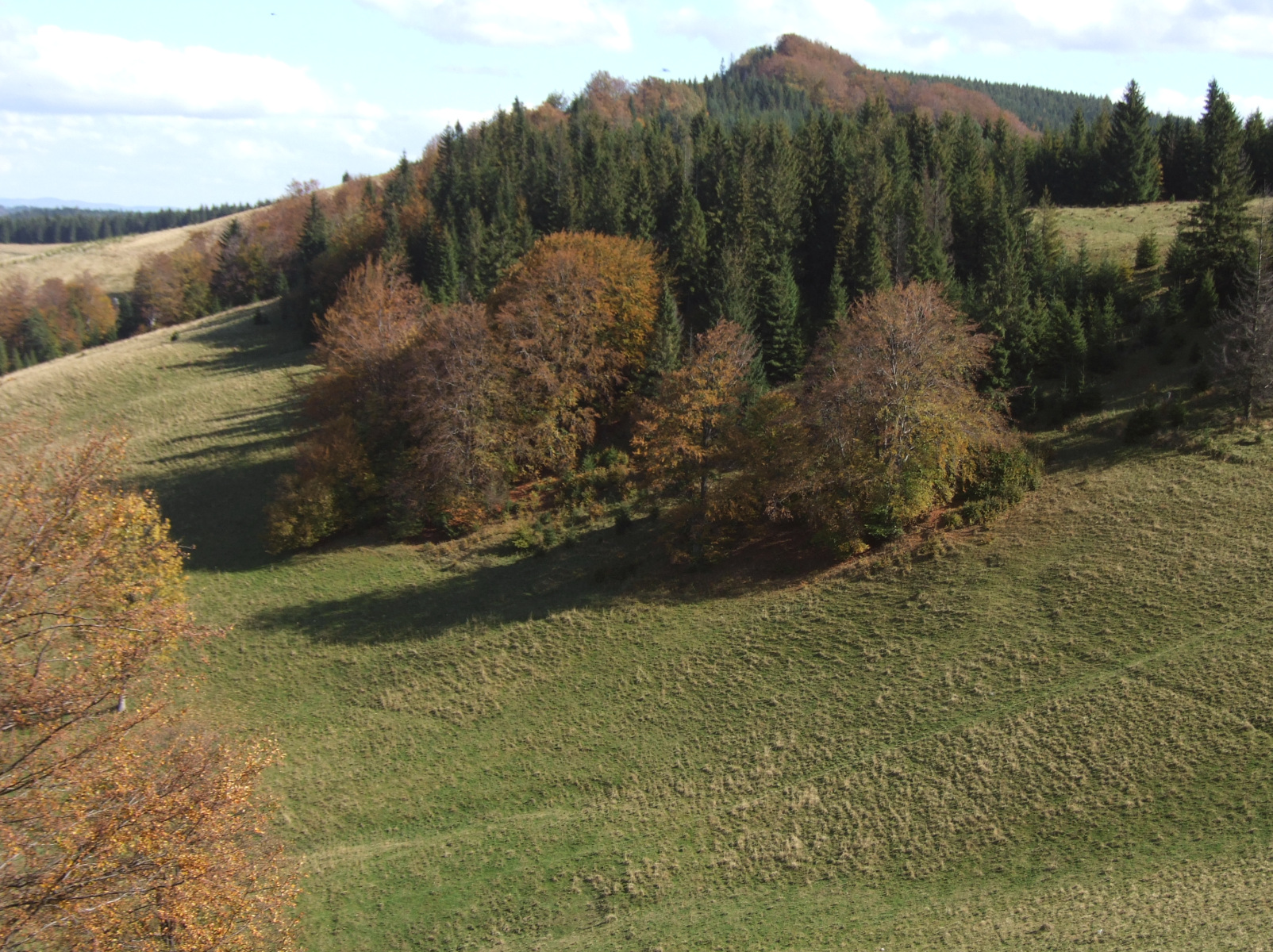
Jaworzyna i za nią Smerekowa
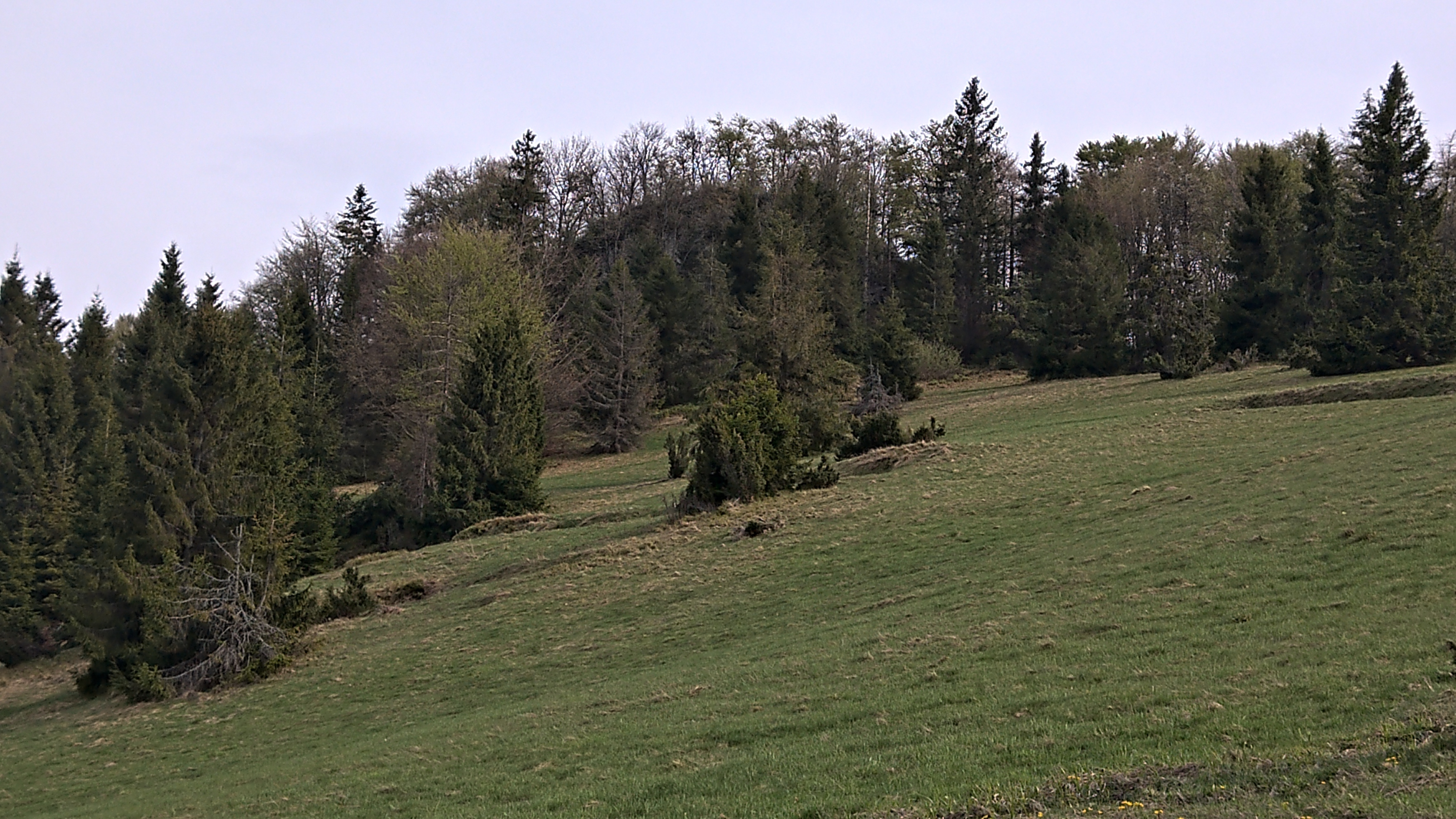
Jaworzyna ; wśród drzew widoczny zarys skałki stanowiącej szczyt
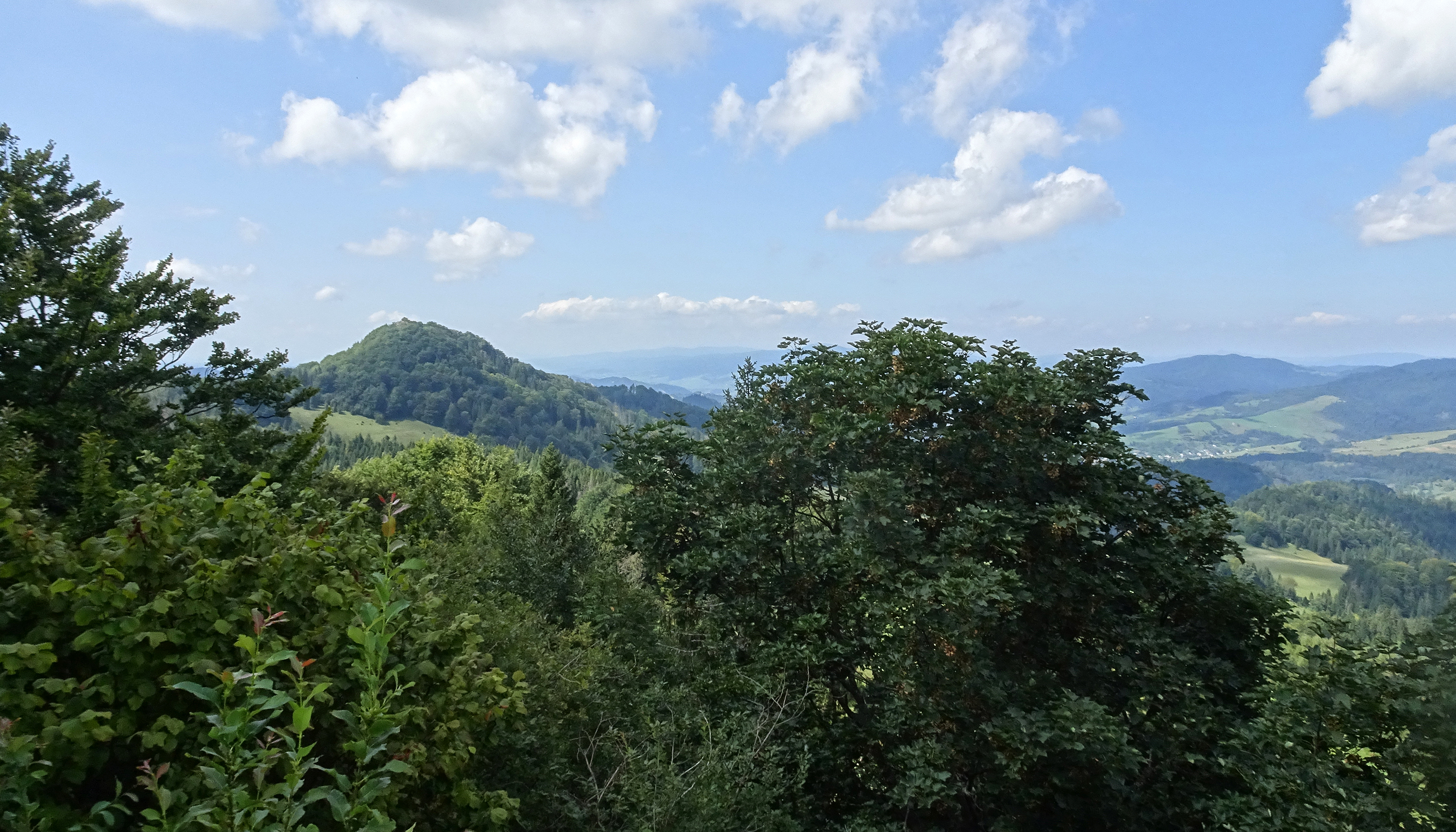
Widok z Jaworzyny na Wysokie Skałki